# 辻剛
辻 剛（つじ たけし、1968年9月6日 - ）は、日本のギタリスト、作曲家、編曲家、音楽プロデューサー。千葉県出身。小学生時代は香川県高松市で過ごす。

## 略歴
- EX-ANS、Ba-Rraでの活動を経て、1988年9月にJUSTY-NASTYへ加入。
- 1989年6月25日、JUSTY-NASTYのギタリストとしてメジャー・デビュー。1991年12月27日、JUSTY-NASTY脱退。6枚のアルバムに参加。
- JUSTY-NASTY脱退後、様々なアーティストのサポート・ギタリスト、編曲家、楽器テクニシャン、音楽プロデューサーとして活動。1995年～1997年、布袋寅泰のライブツアーにギタリストとして帯同。
- 2009年6月、MARS EURYTHMICSに参加したが、同年10月に体調不良のため脱退[1]。

## 影響
LaputaのギタリストKouichiは好きなギタリストとして辻を挙げている。

## バンド歴
- EX-ANS
- Ba-Rra
- JUSTY-NASTY
- 布袋寅泰（ライブサポート）
- DEBONAIR
- RAVEN
- MARS EURYTHMICS

## 参加作品
JUSTY-NASTY
布袋寅泰
- サイバーシティーは眠らない（1996年） ライブVHS・ライブDVD
- SPACE COWBOY SHOW（1997年） ライブCD
- SPACE COWBOY SHOW ENCORE（1997年） ライブCD
- HOTEI PRESENTS SPACE COWBOY SHOW（1997年） ライブVHS・ライブDVD
- HOTEI PRESENTS SPACE COWBOY SHOW ENCORE（1997年） 非売品ライブVHS・非売品ライブDVD

RAVEN
- 限り無く赤に近い黒（2004年4月21日　ユニバーサルミュージック　UPCI-1001）

## サポート
- Aqua Timez
- 布袋寅泰
- 藤井フミヤ
- 藤崎賢一
- kyo
- PUFFY
- hitomi
- 杏子
- Cocco
- 山下久美子
- 高橋克典
- BEAN BAG

## プロデュース
- Λucifer
- JELLY→
- Dear
- BEAN BAG